# Nikolaï Plavilchtchikov
Nikolaï Nikolaïevitch Plavilchtchikov (en russe : Никола́й Никола́евич Плави́льщиков), né le 17 mai 1892 (29 mai dans le calendrier grégorien) à Moscou et mort le 7 février 1962, est un zoologiste soviétique qui popularisa la science de l'entomologie dans son pays et qui fut reconnu à l'étranger pour ses travaux de coléoptérologie concernant la famille des Cerambycidae.

## Carrière
Il commence à collecter les insectes dès l'enfance. Après avoir terminé le lycée en 1911, il entre au département des sciences naturelles de la faculté de physique et de mathématiques de l'université de Moscou et fonde un cercle d'étudiants avec son camarade V. N. Loutchnik. Il suit les cours du professeur Grigori Kojevnikov et collabore au musée zoologique de Moscou (dont le professeur Kojevnikov est directeur), devenant conservateur au département entomologique. Il doit cependant quitter l'université en 1921 et n'y retourne qu'en 1941. La raison de ce renvoi est une tentative d'assassinat sur le professeur Kojevnikov et de sa domestique qui reçoivent de graves blessures dues à des coups de feu. L'expertise médicale de la Tchéka classe cette affaire, après avoir conclu qu'il s'agissait d'un accès de schizophrénie.
Entre 1933 et 1941, le musée zoologique de Moscou lui confie (par entente contractuelle) l'étude de sa collection d'insectes de la famille des Cerambycidae.
La vie de Plavilchtchikov est liée au musée: il y retourne en 1941, devient à partir de 1946 directeur du département entomologique et ensuite vice-directeur du musée. Il complète la collection des cérambycidés qui comprend désormais trois cents tiroirs (sauf les Lamiinae). En même temps, il écrit pour la collection La Faune de l'URSS à propos des cérambycidés, donne des cours et des conférences et surtout popularise l'entomologie auprès du grand public soviétique de l'époque. Il écrit aussi bien pour les écoliers que pour les collégiens, ou les étudiants, ainsi que pour leurs enseignants. Il s'exprime à la radio soviétique à propos de l'entomologie à des émissions de grande écoute.
De plus, Plavilchtchikov popularise l'œuvre poétique et scientifique du Français Jean-Henri Fabre (1824-1915) qu'il traduit pour plusieurs générations de lecteurs.
Il publie aussi des livres concernant l'histoire naturelle. Son Homunculus et L'abrégé de l'histoire de la zoologie rencontrent les faveurs de la critique et du public, ainsi que sa dernière œuvre Merveilleuse entomologie.
En outre, Plavilchtchikov décrit plus d'une centaine de nouvelles espèces d'insectes, plusieurs genres et sous-genres. Il compte parmi les signataires de la lettre des Trois-Cents contre le lyssenkisme, en 1955.
Il meurt en 1962. Il est enterré au cimetière de la Présentation (Moscou).

## Quelques publications
- (de) Nikolai Plawilschtschikow, « Cerambycidae ». 1 Teil. - Bestimm.-Tab. europ. Coleopt., H. 100, 102 pages (1931)
- (de) Nikolai Plawilschtschikow, « Cerambycidae ». 2 Teil. - Bestimm.-Tab. europ. Coleopt., H. 102, 142 pages (1932)
- (de) Nikolai Plawilschtschikow, « Cerambycidae ». 3 Teil. - Bestimm.-Tab. europ. Coleopt., H. 112, 230 pages (1934)
- (ru) La Faune de l'URSS. Les Coléoptères, tome XXI, « Les longicornes (Cerambycidae) », 1re partie, éd. de l'Académie des sciences d'URSS, Moscou-Léningrad, 612 pages (1936)
- (ru) La Faune de l'URSS. Les Coléoptères, tome XXII, « Les longicornes (Cerambycidae) », 2e partie, éd. de l'Académie des sciences d'URSS, Moscou-Léningrad, 785 pages (1940)
- (ru) Précis des longicornes d'Arménie, éd. Académie des sciences de la RSS d'Arménie, Érevan, 232 pages (1948)
- (ru) Précis des insectes, 2e éd., Moscou, 544 pages (1950)
- (ru) La Faune de l'URSS. Les Coléoptères, tome XXIII, « Les longicornes (Cerambycidae) », 3e partie, éd. de l'Académie des sciences de l'URSS, Moscou-Léningrad, 592 pages (1958)